# Mangrovevaránusz
A mangrovevaránusz (Varanus indicus) a hüllők (Reptilia) osztályába, a pikkelyes hüllők (Squamata) rendjébe, ezen belül a gyíkok (Sauria) alrendjébe és a varánuszfélék (Varanidae) családjához tartozó, ausztráliai és nyugat-óceániai elterjedésű állatfaj. Számos más néven is ismerik, mint a Mangrove Monitor, Mangrove Goanna, vagy Western Pacific monitor lizard.

## Elterjedése
Egyike annak a két varánusz-fajnak (a Varanus semiremex mellett), amelyek sókiválasztó mirigyük révén képesek megszabadulni a tengervíz fölös sójától és így tengeri környezetben is élni. Ennek köszönhetően nagy területen elterjedt Ausztrália északi része és Új-Guinea mellett a Csendes-óceán nyugati szigetvilágában (Marshall-szigetek, Karolina-szigetek, Mariana-szigetek) is. Ezen a hatalmas területen színben és nagyságban különböző változatai élnek, ezért felfedezése óta több mint 25 tudományos néven írták le. Egy olyan fajkomplexumhoz tartozik (legalábbis a következő fajokkal együtt: Varanus doreanus, Varanus spinulosus, Varanus jobiensis), amelyek között még nem teljesen tisztázott a rokonság foka.
Japánba és a Csendes-óceán egyes szigeteire az emberek telepítették be, helyenként a behurcolt patkányok irtása céljából.

## Megjelenése
Maximális mérete 110–150 cm. A testhosszának a felét kitevő farka oldalról lapított, ezért jól használható az úszáshoz.

## Életmódja
Ragadozó-gyűjtögető életmódot folytat, rovarokat, csigákat, halakat, madarakat, emlősöket egyaránt elfogyaszt. Egyedüli varánuszfajként képes mélytengeri környezetben is halat fogni. Kis krokodilokat is megeszik.

## Szaporodása
2-12 tojást rak, amelyek 5-6 hónap alatt kelnek ki a tengerpart homokjában.

## Természetvédelmi helyzete
Mivel széles körben elterjedt és számos különféle élőhelytípushoz alkalmazkodott, nem veszélyeztetett.

## Fordítás
- Ez a szócikk részben vagy egészben a Varanus indicus című angol Wikipédia-szócikk ezen változatának fordításán alapul.  Az eredeti cikk szerkesztőit annak laptörténete sorolja fel. Ez a jelzés csupán a megfogalmazás eredetét és a szerzői jogokat jelzi, nem szolgál a cikkben szereplő információk forrásmegjelöléseként.